# Cantó de Bannalec
El cantó de Bannalec (bretó Kanton Banaleg) és una antiga divisió administrativa francesa situat al departament de Finisterre a la regió de Bretanya. Va desaparèixer el 2015.

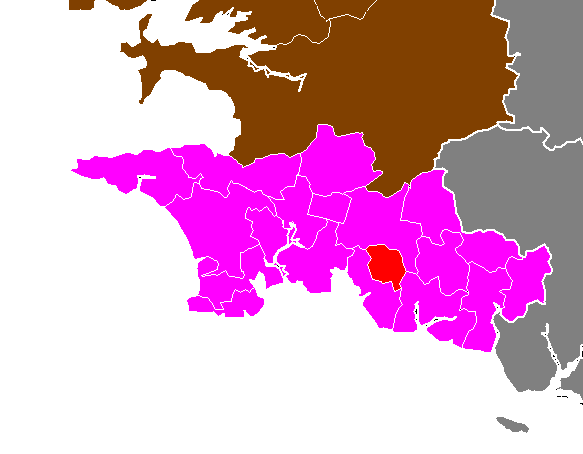
Situació del cantó

## Composició
El cantó aplega 3 comunes :
| Nom bretó      | Nom francès | Nom gal·ló |
| Banaleg        | Bannalec    | ---        |
| Mêlwenn        | Melgven     | ---        |
| An Treoù-Kerne | Le Trévoux  | ---        |

## Història
| Data d'elecció                           | Identitat      | Partit | Qualitat |
| ---------------------------------------- | -------------- | ------ | -------- |
| 2004-2011                                | Yvon Le Bris   | PS     |          |
| 2011-2015                                | Guy Le Sergent | PS     |          |
| les dades anteriors no són pas conegudes |                |        |          |